# County Donegal

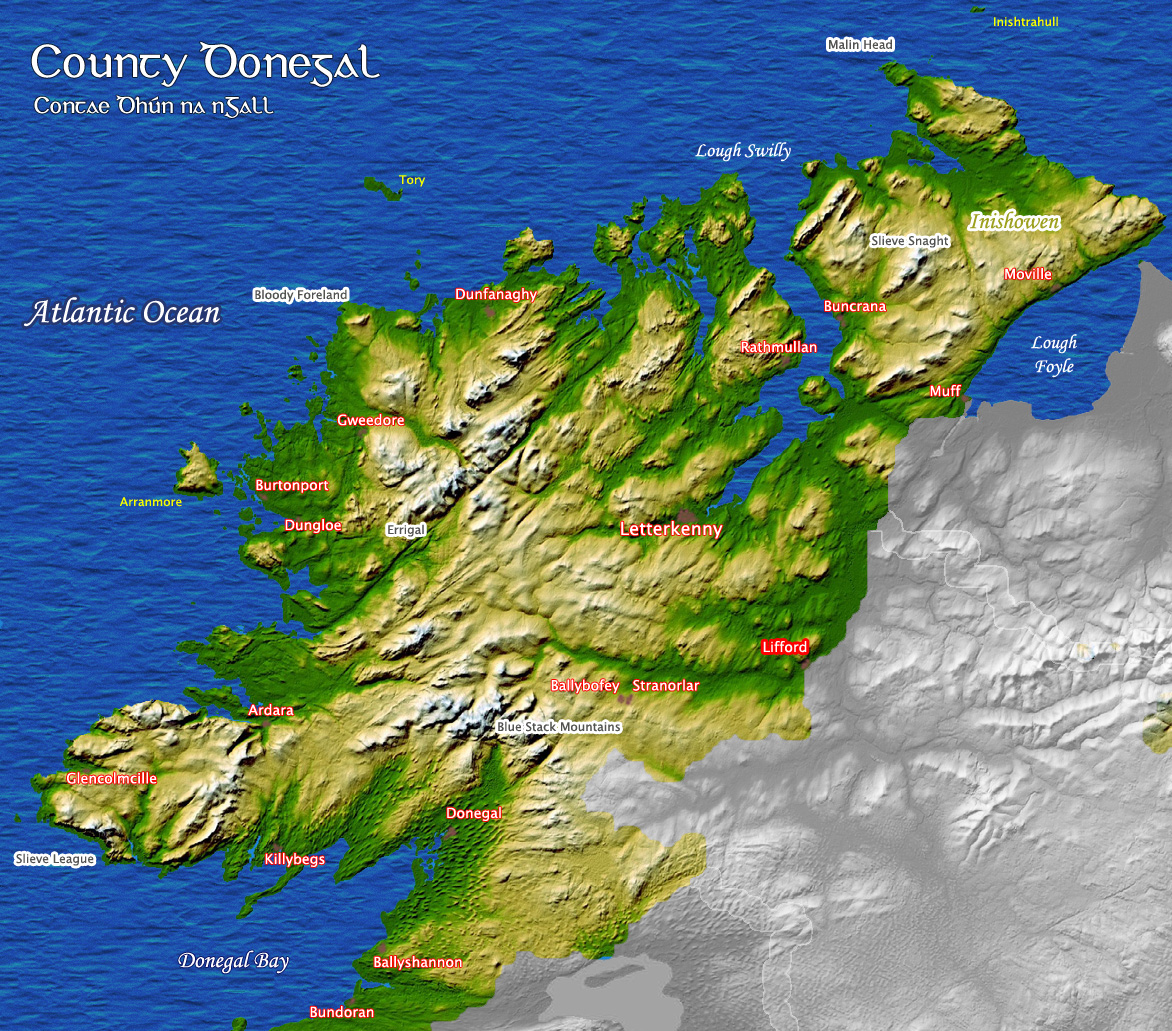
Karte der Grafschaft Donegal

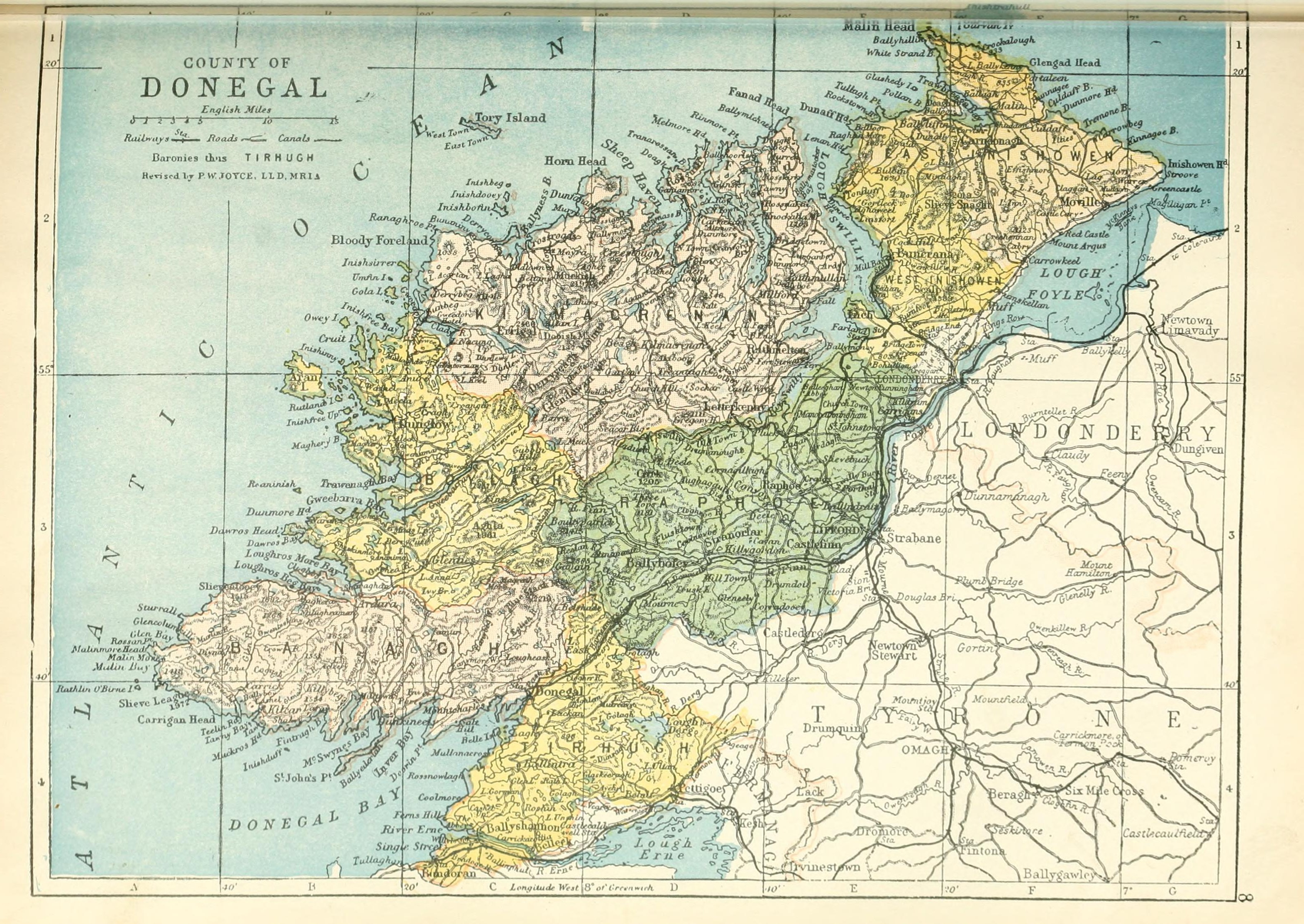
Gliederung in historische Baronies

Donegal [ˌdɒnɪˈɡɔːl], irisch Dún na nGall [ˈd̪uːn̪ n̪ə ˈŋɑɫ] bzw. Contae Dhún na nGall, ist ein County (ir. contae) im Norden der Republik Irland in der Region Ulster. Es ist nach der in ihr gelegenen gleichnamigen Stadt benannt (die aber nicht die Hauptstadt ist). Donegal ist eine von drei Grafschaften, die in der ehemaligen Provinz Ulster liegen, aber seit 1921 der Republik Irland und nicht Nordirland angehören.

## Name
Donegal ist im heutigen Englisch der übliche Name für dieses Gebiet. Er bezieht sich auf eine frühmittelalterliche Wikinger-Burg: Das irische Dún na nGall bedeutet wörtlich „Festung der Fremden“. 
Eine andere Bezeichnung, die im Englischen heute nur noch selten gebraucht wird, ist Tyrconnell. Letzterer Name leitet sich von einem dort im Mittelalter existierenden Königreich her. Im Irischen ist hingegen diese Bezeichnung, meist in der Form Tír Chonaill ([ˌtʲiːɾʲ ˈxɔn̪ˠəlʲ], „Land des Conall“), auch üblich. Die Bezeichnungen „Donegal“ und „Tyrconnell“ sind jedoch keine genauen Synonyme, da die Halbinsel Inishowen zu Donegal, traditionell aber nicht zu Tyrconnell gehört.

## Geographie
Die nördlichste Grafschaft Irlands liegt zwischen dem River Foyle und der Donegal Bay bzw. dem Atlantik. Das Land besteht überwiegend aus den Bergen der Blue Stack Mountains, der Derry Veagh Mountains sowie den Erhebungen auf der Halbinsel Inishowen. Die höchste Erhebung ist der Mount Errigal mit 752 m Höhe. Die Küste Donegals ist durch Buchten und Halbinseln stark zerklüftet. Hier finden sich zwischen bis zu 600 m hohen Klippen oft kilometerlange Sandstrände. Malin Head auf der Halbinsel Inishowen ist der nördlichste Punkt der Republik Irland.
In Donegal befinden sich die Klippen von Slieve League – fälschlich oft als die höchsten in Europa bezeichnet –, die zwar nicht so bekannt sind wie die viel besuchten Cliffs of Moher, aufgrund ihrer rauen Schönheit aber nicht weniger beeindruckend.
Im Südwesten bei Bundoran befindet sich der Irish Bottleneck („Flaschenhals“), wo durch einen weit nach Westen vorspringenden Grenzzipfel Nordirlands das verbleibende Gebiet der Republik Irland an dieser Stelle nur ca. 6 km breit ist. Bundoran wird von allen passiert, die aus dem irischen Westen ins County Donegal reisen, ohne das Vereinigte Königreich betreten zu wollen.

## Geschichte
Donegal wurde bereits vor über 9000 Jahren besiedelt. Für die Folgezeit gibt es zahlreiche archäologische Funde, wie Dolmengräber.
Das Christentum hatte frühzeitig großen Einfluss in Donegal und viele der frühchristlichen Monumente können heutzutage besichtigt werden, z. B. Kirchen und Orte zum Gedenken des heiligen Columcille, der als Bekehrer Schottlands gilt.
Im Süden der Grafschaft liegt Lough Derg, ein bekannter Wallfahrtsort zu Ehren von St. Patrick. In der Stadt Donegal kann die Ruine des gleichnamigen Franziskanerklosters aus dem 15. Jahrhundert und Donegal Castle besichtigt werden.
Das zur Region Ulster zählende Donegal wie auch Cavan und Monaghan im Innern der Insel gehören seit der Teilung Irlands 1921 zur Republik Irland, nicht zu Nordirland.

## Politik
Die Sitzverteilung im Donegal County Council nach der Kommunalwahl im Juni 2024 ist:
| Partei       | Sitze |
| ------------ | ----- |
| Fianna Fáil  | 10    |
| Sinn Féin    | 10    |
| Fine Gael    | 3     |
| Labour Party | 1     |
| Unabhängige  | 13    |

In das irische Parlament (Dáil Éireann) sendet Donegal fünf Abgeordnete; bei der Wahl im November 2024 gab es folgendes Ergebnis:
| Partei      | Sitze |
| ----------- | ----- |
| Sinn Féin   | 2     |
| Fianna Fáil | 2     |
| Unabhängig  | 1     |

## Wirtschaft
Die weitläufigen Grasweiden machten aus dem County eines der Hauptschafzuchtgebiete Irlands. In Killybegs liegt das Zentrum der irischen Fischereiwirtschaft. Donegal ist weitgehend abhängig von den Tourismuseinnahmen. Mit dem Tourismus kam der wirtschaftliche Aufschwung, im Zuge dessen schließlich auch viele EU-Bürger hierher immigrierten.

## Verkehr
Mit dem Flughafen Donegal bei Carrickfinn verfügt das County über einen Regionalflughafen, von dem aus flybe Dublin und Glasgow bedient.
Der nächste Bahnhof liegt in Derry (Londonderry) im benachbarten Nordirland.

## Tourismus
Der Tourismus ist, neben der Schafzucht, Haupteinnahmequelle von Donegal. Alternativer Tourismus und Clubtourismus sind hier anzutreffen ebenso wie der Langzeittourismus, der aber nur ein Achtel ausmacht. Donegal ist mit vielen Bed-and-Breakfast-Angeboten hauptsächlich auf Kurzurlauber ausgerichtet. Nach der starken Industrialisierung im übrigen Irland seit 1990 wurde in Donegal versucht, das demgegenüber traditionelle Irland zu erhalten und schwerpunktmäßig touristisch zu vermarkten.

## Landschaftliche Sehenswürdigkeiten
- Glenveagh National Park
- Donegal Bay und St. John’s Point
- Halbinsel Inishowen
- Malin Head – Irlands nördlichster Punkt
- Klippen von Slieve League
- Tramore Beach
- Mount Errigal
- Muckish Mountain
- Cruit Island

## Archäologische Fundplätze

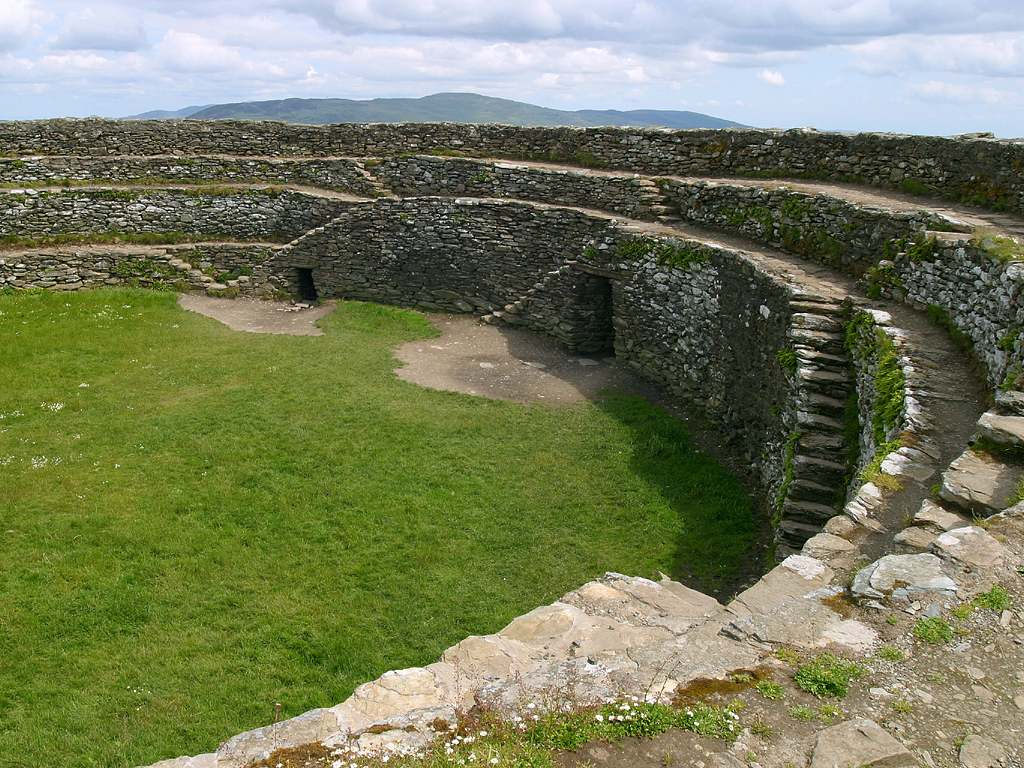
Grianán von Aileach

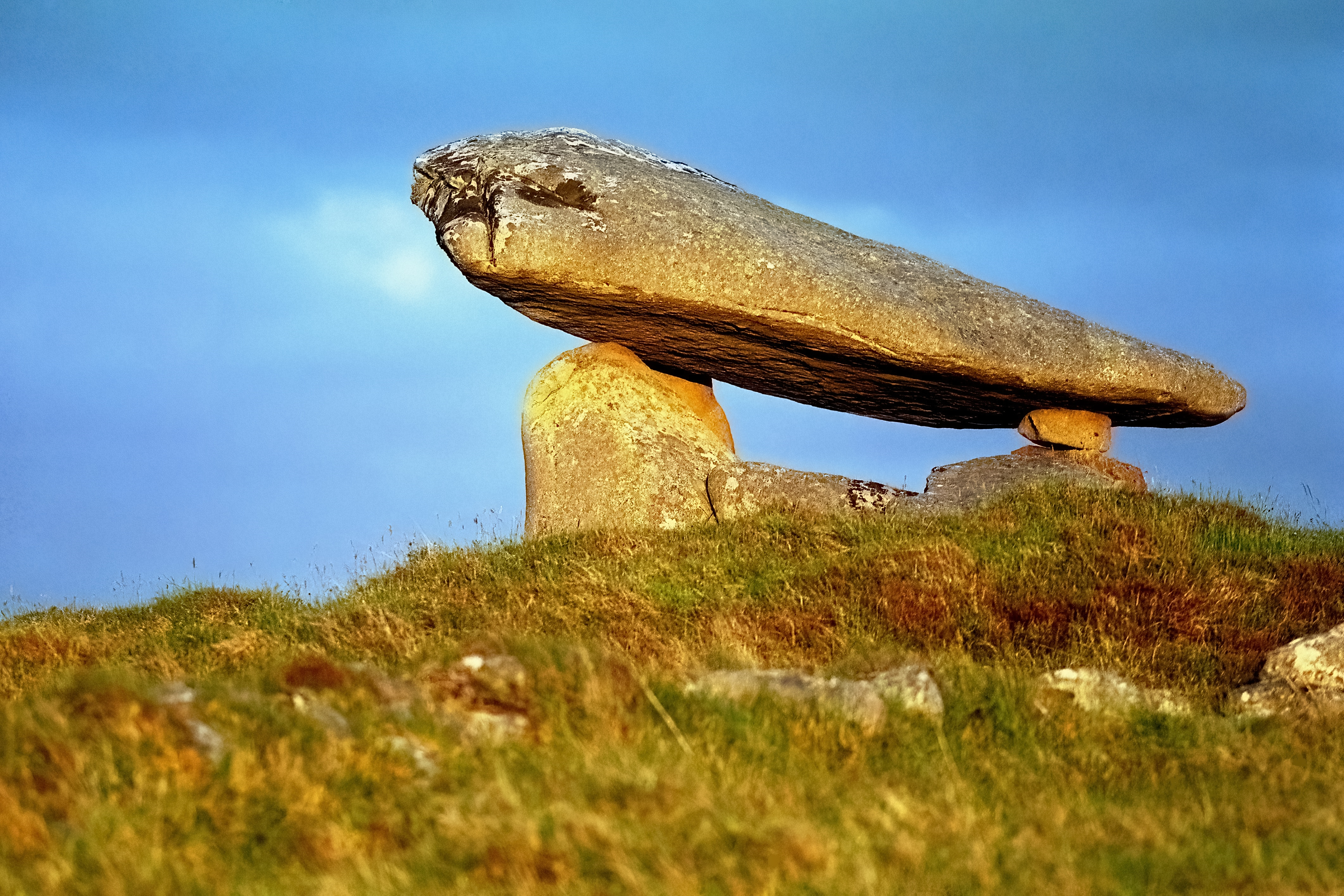
Kilclooney More Dolmen 1 bei Ardara

- Liste von Court Tombs in Irland#Donegal
- Liste von Wedge Tombs in Irland#Donegal
- Liste der Portal Tombs in Irland#Donegal
- Ardmore Menhir mit Cup-and-Ring-Markierungen
- Barnes Lower, Menhire mit Cup-and-Ring-Markierungen
- Beltany Tops, Steinkreis
- Drumboghill, (Doon Fort) Fort und Crannóg
- Glackadrumman, Steinkreis
- Grianán von Aileach Dun
- Mevagh, Petroglyphen
- Stroove Souterrain
- Twomilestone, Menhir und Forts

## Persönlichkeiten
- Columcille (521/522–597), Mönch und Missionar
- Red Hugh O’Donnell (1572–1602)
- Isaac Butt (1813–1879), Rechtsanwalt, Wirtschaftswissenschaftler und Politiker
- Daniel McMenamin (1882–1964), Politiker
- Hugh Conaghan (1926–2020), Politiker
- Brian Friel (1929–2015), Dramatiker
- Paddy Keaveney (1929–1995), Politiker
- Cathal Coughlan (1937–1986), Politiker
- James White (1938–2014), Unternehmer und Politiker
- Tom Gildea (* 1939), Landwirt und Politiker
- Rory Gallagher (1948–1995), Gitarrist und Singer-Songwriter
- Moya Brennan (* 1952), Sängerin, Harfenistin und Songwriterin
- Frank McGuinness (* 1953), Dramatiker, Dichter und Übersetzer
- Pat Bonner (* 1960), Fußballtorhüter
- Daniel O’Donnell (* 1961), Sänger und Fernsehmoderator
- Enya (* 1961), New-Age-Musikerin, Sängerin und Songwriterin
- Derek Hill (* 1975), Automobilrennfahrer
- Shay Given (* 1976), Fußballtorhüter